# Fritz Winter
Fritz Winter (Bönen, 22 settembre 1905 – Herrsching, 1º ottobre 1976) è stato un pittore tedesco.

## Biografia
Nato ad Altenbögge (diventato in seguito parte di Bönen) fu il primo di otto figli di una modesta famiglia. Nel 1919 fu apprendista elettricista e lavorò in una miniera situata nella città di Ahlen, solo in seguito mostrò interesse per la pittura.

## Premi
- 1950: 2. premio alla 25ª Biennale di Venezia
- 1950: 2. Ströher-Preis für gegenstandslose Malerei
- 1951: 1. premio alla Deutschen Künstlerbundes
- 1951: Domnick-Preis Stoccarda
- 1952: Konrad-von-Soest-Preis
- 1952: premio alla "Eisen und Stahl", Düsseldorf
- 1955: premio a Lissone
- 1955: Cornelius-Preis della città di Düsseldorf
- 1957: premio per la grafica a Tokio
- 1957: premio alla Internationalen Bau-Ausstellung a Berlino
- 1957: premio della "Association Belge des Critiques d'Arts"
- 1959: Großer Kunstpreis des Landes Nordrhein-Westfalen
- 1969: Große Verdienstkreuz des Verdienstordens der Bundesrepublik Deutschland
- 1972: Aufnahme in den Orden Pour le mérite für Wissenschaft und Künste
- 1973: Bayerischer Verdienstorden
- 1977: Rubenspreis der Stadt Siegen
- 2004: Umbenennung der städtischen Gesamtschule in Ahlen in Fritz-Winter-Gesamtschule